# Герб Сокирниці
Герб Сокирниці — офіційний символ села Сокирниця Хустської міської громаді Закарпатської області Україні. Герб села є промовистим. Автор - Василь Бернара.

## Опис
У зеленому щиті срібний мурований чорним колодязь, що супроводжується з обох боків двома золотими співоберненими дубами, з такими ж листками і жолудями, а знизу - золотою сокирою в балку. Все супроводжується знизу срібним хвилеподібним вилоподібним хрестом.